# Alois Schmid (Politiker)

Alois Schmid

Alois Schmid (* 2. Juni 1854 in Zaumberg; † 1. Januar 1911 in Immenstadt) war ein deutscher Politiker und Reichstagsabgeordneter der Zentrumspartei (1893–1911).

## Leben
Schmid wurde als Bauernsohn in der Gemeinde Zaumberg (heute zu Immenstadt) im Oberallgäu geboren. Er war ein Neffe des Theologen und Philosophen Alois von Schmid (1825–1910). Nachdem er im benachbarten Dorf Bühl am Alpsee die Volksschule besucht hatte, wurde er in Zaumberg Landwirt. Von 1874 bis 1877 leistete er seinen Wehrdienst beim 3. Infanterieregiment in Lindau. Ab Mitte der 1890er Jahre wohnte er in Immenstadt und betätigte sich als Heimathistoriker und -schriftsteller.
Am 15. Juni 1893 wurde Alois Schmid für die katholische Zentrumspartei im Wahlkreis Immenstadt-Lindau-Kempten in den 9. Deutschen Reichstag gewählt. Er konnte das Mandat bei den Reichstagswahlen 1898, 1903 und 1907 verteidigen. Bei der Beratung der Schutzzölle und Handelsverträge in den 1890er Jahren setzte er sich für die Interessen der heimischen Butter- und Käsefabrikanten ein.
Schmid starb an den Spätfolgen eines Straßenbahn-Unfalls. Die Grabrede hielt sein Fraktionskollege Wilhelm Mayer (1874–1923).